# 13279 Gutman
13279 Gutman è un asteroide della fascia principale. Scoperto nel 1998, presenta un'orbita caratterizzata da un semiasse maggiore pari a 2,3094922 UA e da un'eccentricità di 0,1151141, inclinata di 5,12275° rispetto all'eclittica. È dedicato a Jennifer Erin Gutman.